# Bartosz Bochno
Bartosz Bochno (ur. 13 marca 1988 w Zgorzelcu) – polski koszykarz występujący na pozycji rzucającego obrońcy.
Ukończył Liceum Profilowane w Zespole Szkół Zawodowych i Licealnych w Zgorzelcu. Jest wychowankiem Turowa Zgorzelec, drużyny koszykarskiej grającej w Polskiej Lidze Koszykówki. Czterokrotny wicemistrz Polski z drużyną Turowa Zgorzelec. Wychowanek zgorzeleckiego klubu, co roku pełniący coraz ważniejsza rolę w drużynie. W „srebrnym” sezonie 2010/2011 był najskuteczniejszym zawodnikiem Turowa w elemencie rzutów za 3 punkty, które są jego specjalnością. W sezonie 2011/2012 reprezentuje barwy Śląska Wrocław. Od 2012 występuje w WKK Wrocław.
W lipcu 2015 związał się umową z zespołem Polski Cukier Toruń. 25 lipca 2016 roku podpisał kontrakt z zespołem PGE Turowa Zgorzelec.
12 lipca 2019 został zawodnikiem PGE Spójni Stargard.
17 września 2021 został zawodnikiem PGE Turowa Zgorzelec.

## Osiągnięcia
Stan na 14 kwietnia 2022.
Drużynowe
- 4-krotny Wicemistrz Polski (2007–2009, 2011)
- Finalista Pucharu Polski (2010)
- Uczestnik rozgrywek 1/4 Pucharu ULEB (2008)

Indywidualne
- MVP kolejki EBL (20 - 2018/2019)[5]
- Lider I ligi w skuteczności rzutów za 3 punkty (2014 – 51,6%)[6]